# Bocana manifestalis
Bocana manifestalis là một loài bướm đêm trong họ Noctuidae.